# Kapitan z Köpenick
Kapitan z Köpenick (niem. Der Hauptmann von Köpenickⓘ), właśc. Friedrich Wilhelm Voigt (ur. 13 lutego 1849 w Tylży, zm. 3 stycznia 1922 w Luksemburgu) – pruski szewc i hochsztapler, znany ze spektakularnej akcji przejęcia ratusza niemieckiego miasta Köpenick w 1906 r.

## Życiorys

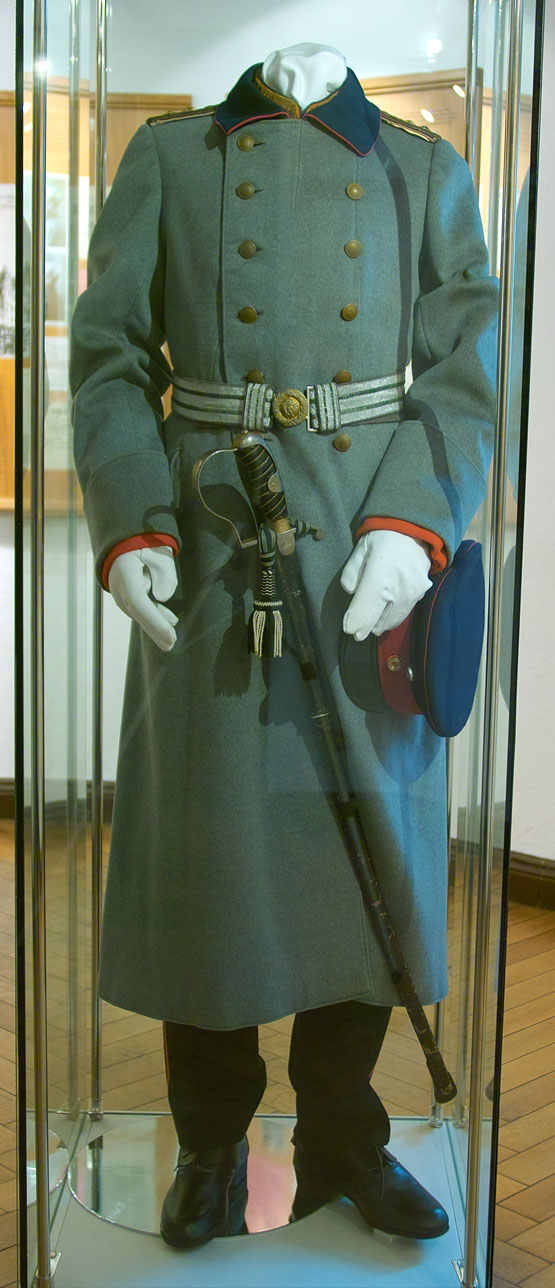
Mundur, który Voigt ubrał podszywając się pod kapitana

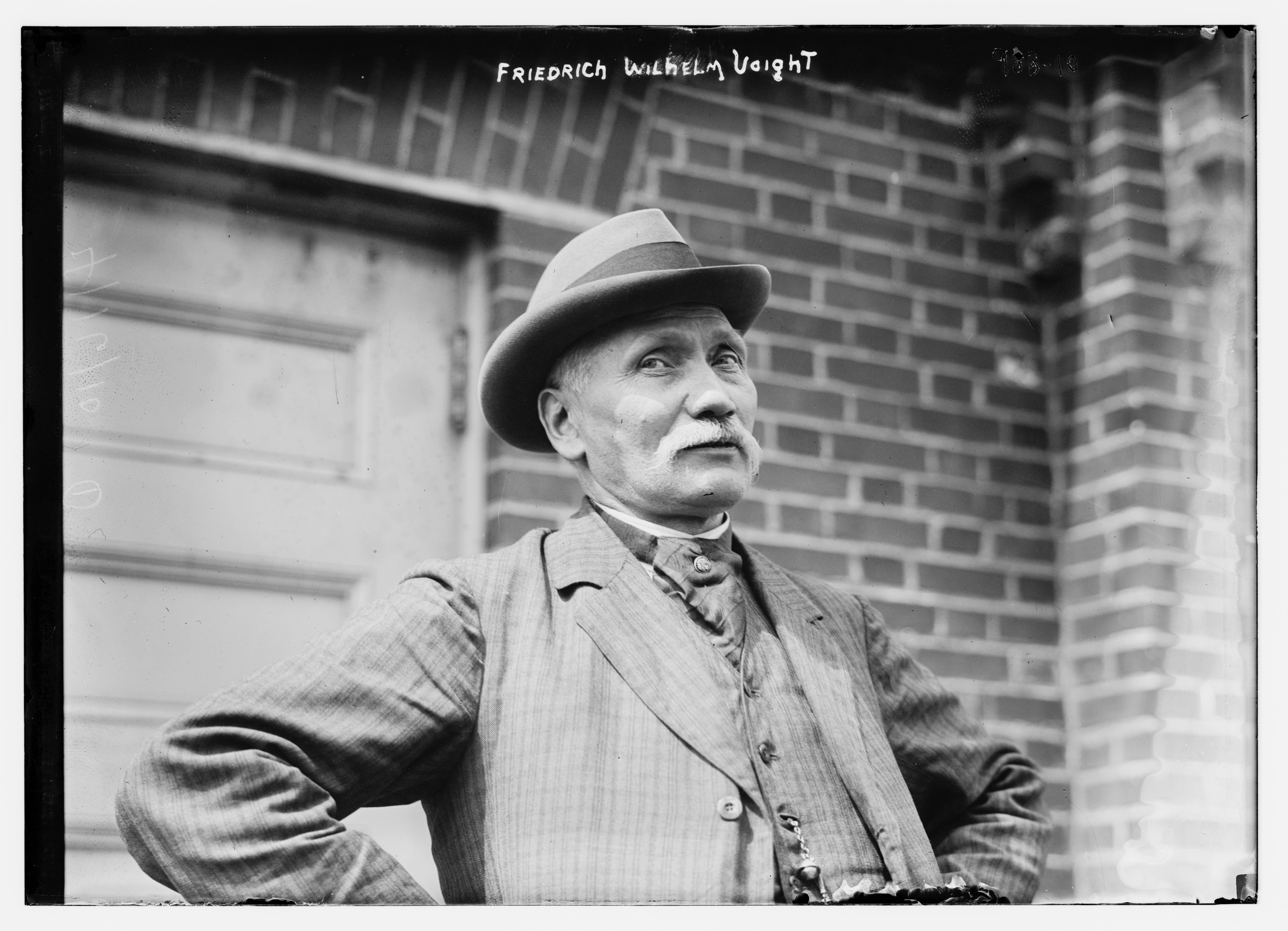
Voigt w 1910 r.

Voigt, opuściwszy w 1906 r. więzienie, gdzie spędził niemal połowę życia za drobne przestępstwa, próbował osiedlić się w Wismarze, jednak został wydalony z Księstwa Meklemburgii, po czym przeniósł się do Berlina, gdzie 26 sierpnia także zakazano mu pobytu. Widząc niemożność ustatkowania (brak meldunku i pracy), kupił w Poczdamie w sklepie ze starzyzną mundur kapitana armii pruskiej. 16 października 1906 pojawił się w mieście Köpenick koło Berlina (obecnie dzielnica miasta). Dzięki przebraniu podporządkował sobie najpierw mały oddział żołnierzy, pilnujących porządku na lokalnym kąpielisku, a następnie w ich towarzystwie udał się do ratusza, gdzie aresztował burmistrza Georga Langerhansa i przejął za pokwitowaniem kasę magistratu. Pełna suma w kasie miała wynosić 4002 marki i 37 fenigów, jednak część stanowiły czeki, zatem Voigt zdołał zdobyć 3557,45 marek. Wsiadł w pociąg podmiejski do Berlina wraz z żołnierzami i pojmanym burmistrzem, którego po podróży nakazał odprowadzić do berlińskiego odwachu. Na pożegnanie zafundował żołnierzom po kiełbasce z piwem, sam zaś zbiegł, przebrawszy się w cywilne ubranie zakupione przy głównej ulicy handlowej Berlina – Friedrichstraße, nakazując napotkanym policjantom pilnowanie porządku. Dziwne i przez jakiś czas niewyjaśnione wydarzenie wprowadziło władze Prus w zakłopotanie. Dopiero 26 października udało się sprawę wyjaśnić, a Voigt został ujęty.
Żart „kapitana z Köpenick” – nazywany „Köpenickiade” – natychmiast stał się znany w całym Cesarstwie Niemieckim, powodując wedle anegdoty nawet u cesarza Wilhelma II śmiech do łez. Dzięki jego łasce Voigt, skazany na stosunkowo łagodną karę czterech lat więzienia, opuścił je już 16 sierpnia 1908. Szewc od tej pory żył ze sprzedaży pocztówek z własną podobizną i podpisem, występując w cyrku i pisząc pamiętniki. Zgromadziwszy spory majątek, osiedlił się w 1910 w Luksemburgu. W 1921 stracił wszystkie oszczędności na skutek hiperinflacji, która ogarnęła Niemcy po I wojnie światowej. Zmarł w 1922 na zapalenie płuc jako nędzarz. Jego pogrzeb został opłacony ze specjalnego funduszu pomocy ubogim.

## W kulturze
Carl Zuckmayer w 1931 r. napisał na kanwie wydarzeń z jesieni 1906 sztukę „Kapitan z Köpenick”, w której ostro zaatakował pruski dryl i biurokratyczne, ślepe posłuszeństwo. Dzielnica Köpenick organizuje na pamiątkę tego zabawnego wydarzenia „lato w Köpenick” – lokalne święto, którego inaugurację rozpoczyna w czerwcu inscenizacja wydarzeń z 1906 r.
Kapitan z Köpenick to także niemiecki film fabularny z 1956 nakręcony na podstawie sztuki Carla Zuckmayera.

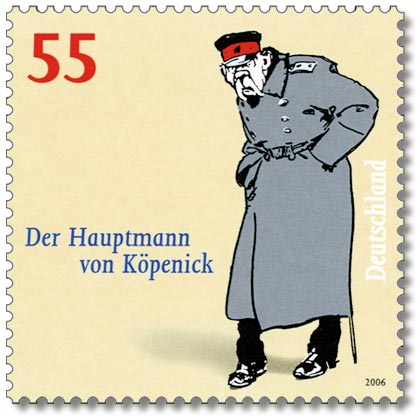
Kapitan z Köpenick na niemieckim znaczku pocztowym z 2006 r.
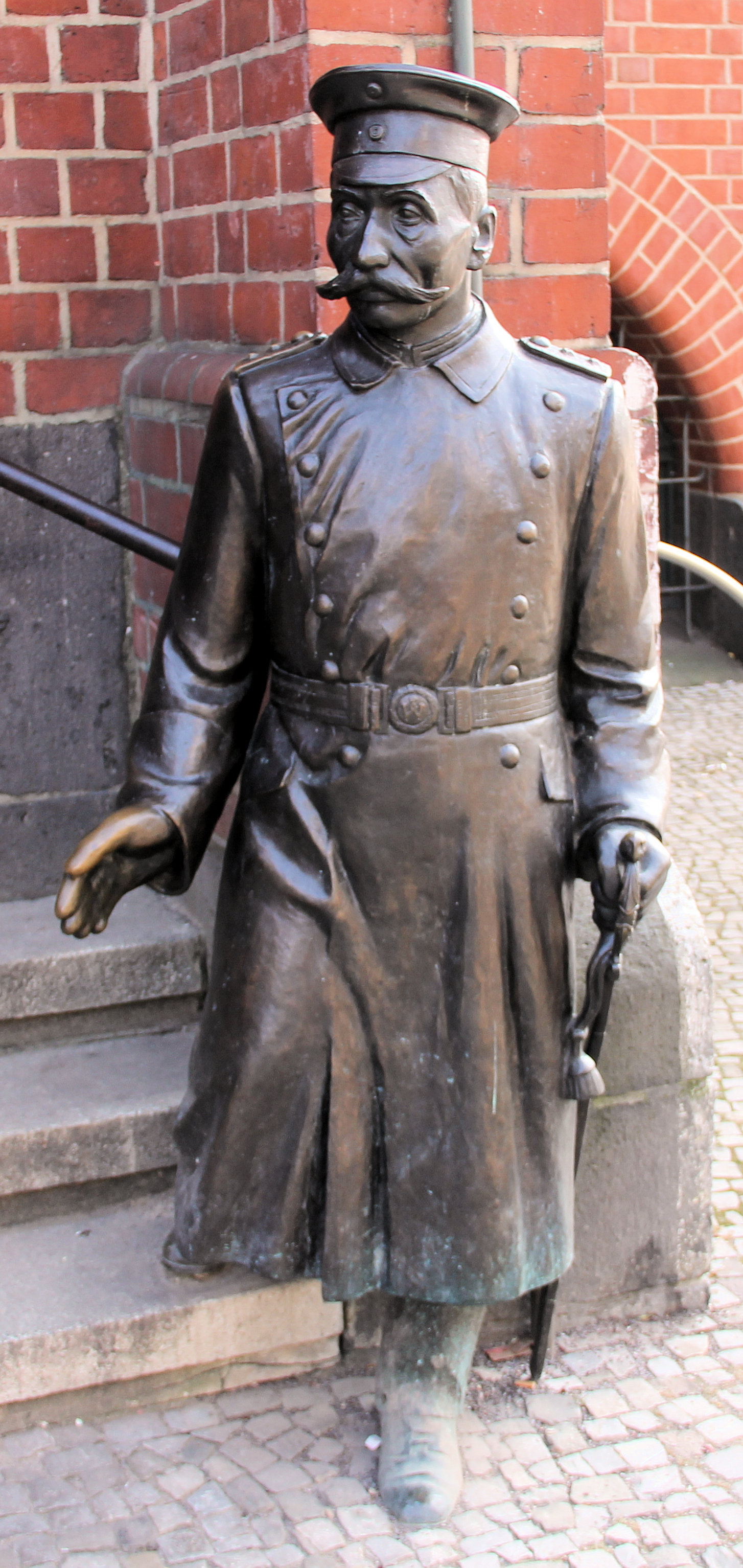
Brązowy pomnik Wilhelma Voigta autorstwa Spartaka Babajana(inne języki) przed ratuszem w Köpenick
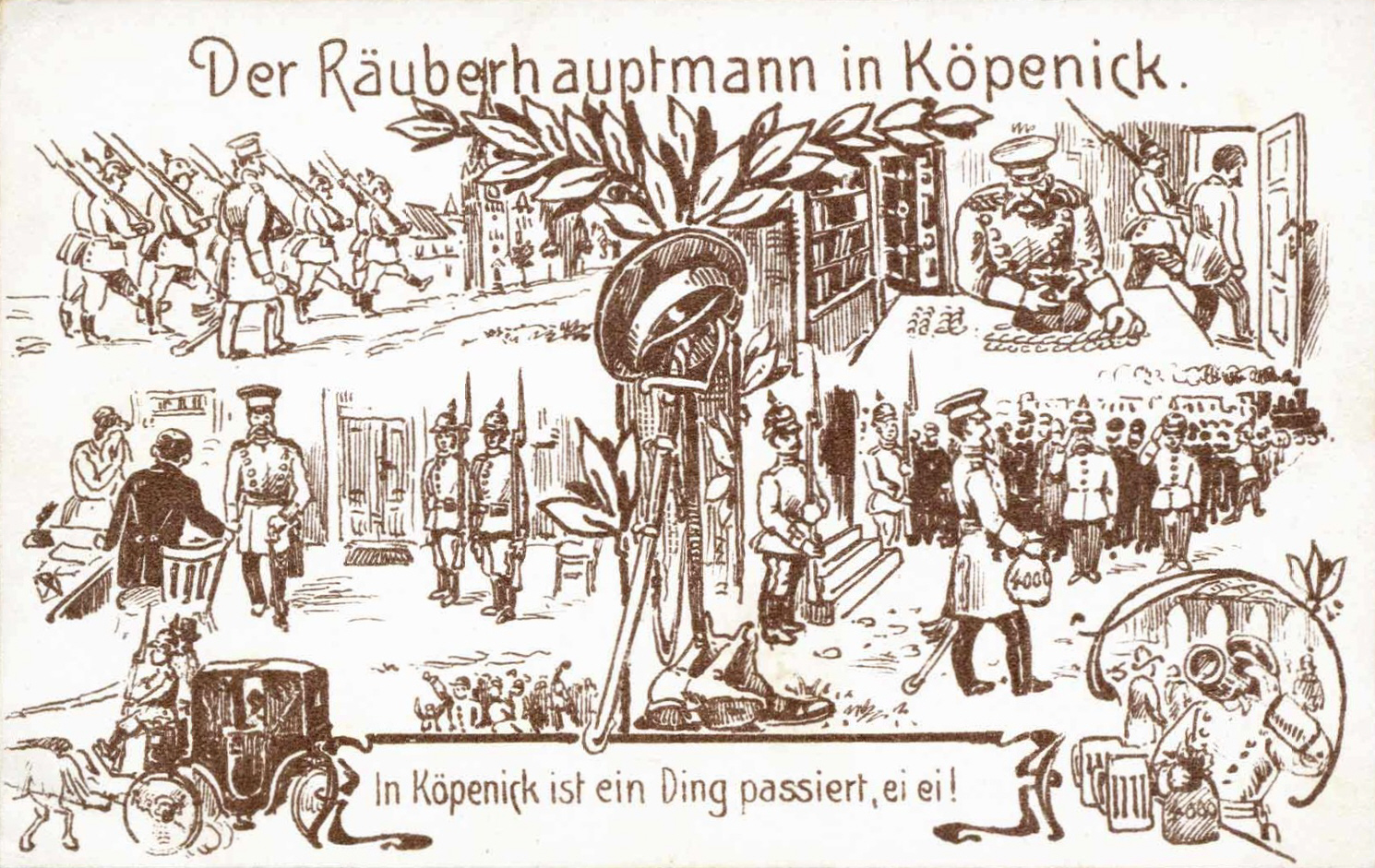
Köpenickiade na niemieckiej pocztówce z 1906 r.
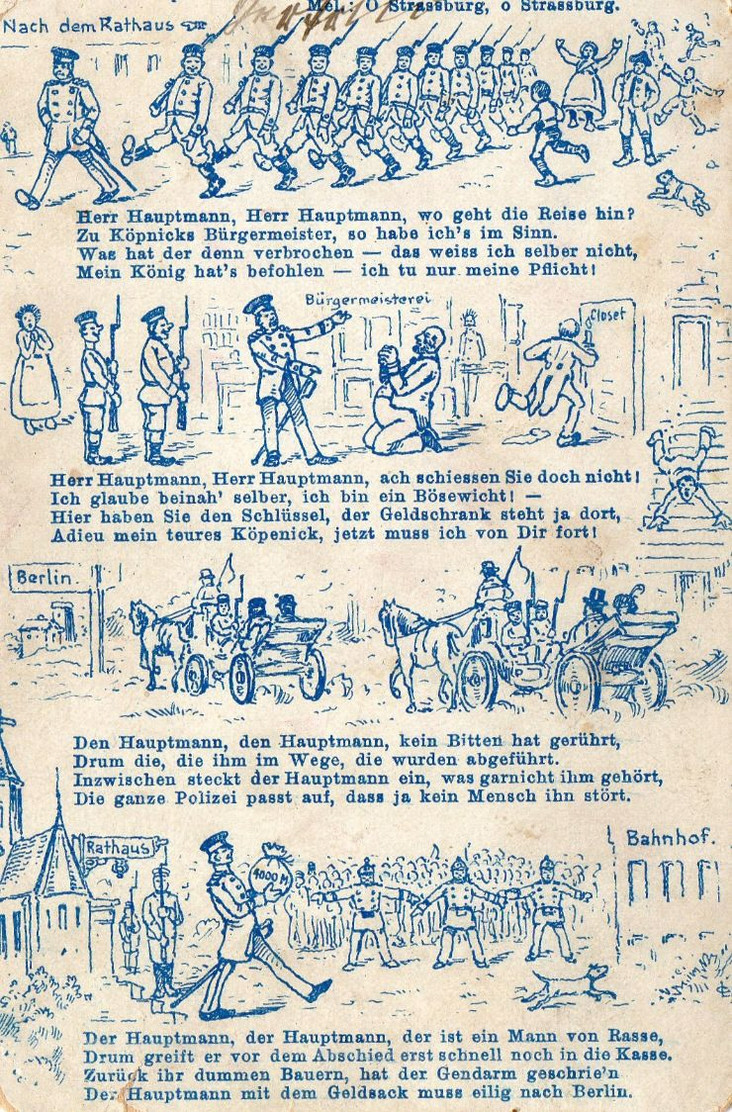
Köpenickiade na niemieckiej grafice z początków XX w.
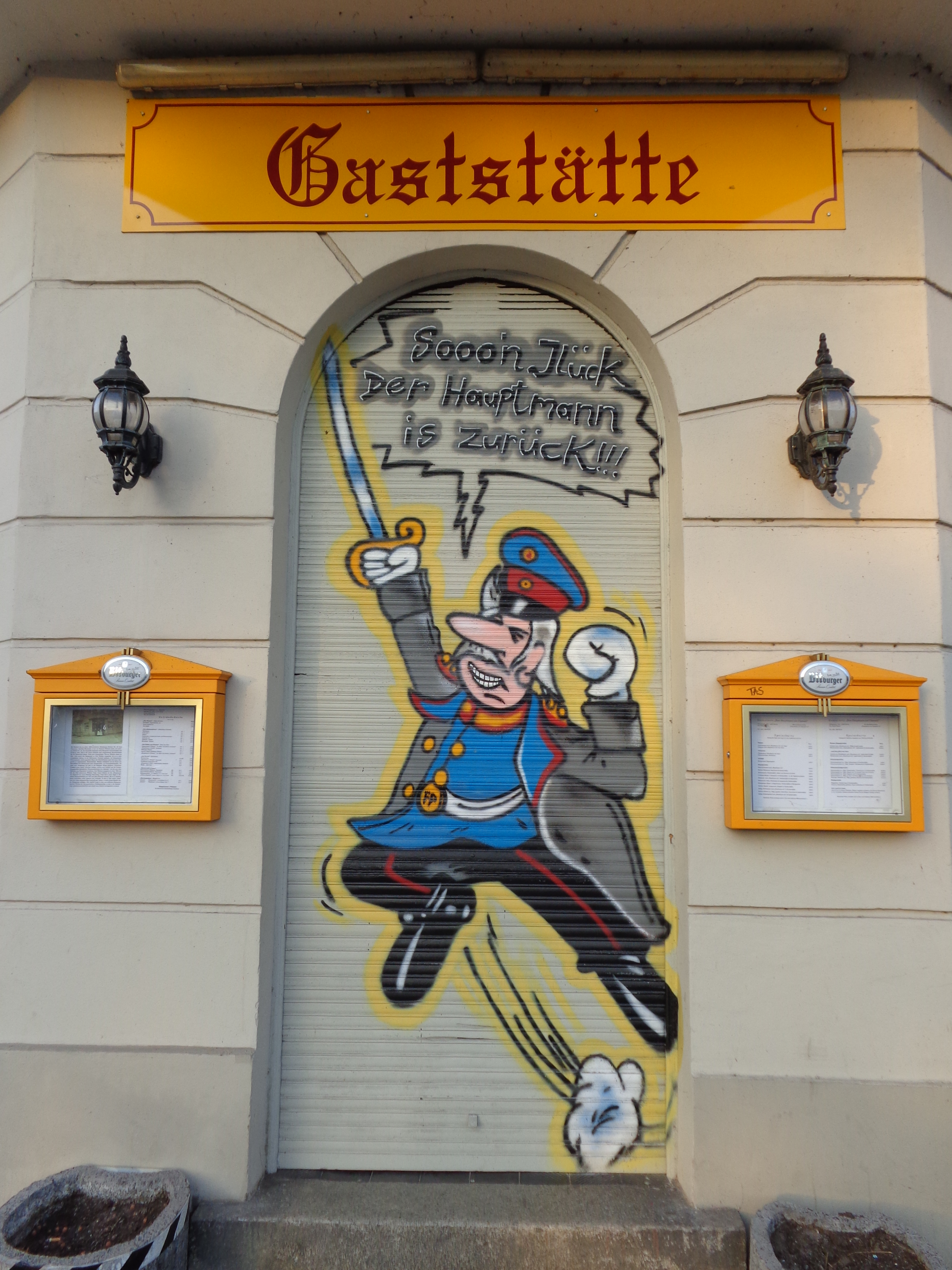
Kapitan z Köpenick na graffiti